# Luftoptagelser af København
|  | Denne artikel er oprettet af botten Steenthbot ud fra en ekstern database. Den kan derfor have sproglige fejl eller mangler. Denne skabelon kan fjernes efter kontrol af indholdet. |

Luftoptagelser af København er en dansk dokumentarisk optagelse fra 1921 instrueret af Ubekendt.

## Handling
Luftoptagelser af København omkring Rådhuspladsen. Kameraet bevæger sig henover Hovedbanegården, Axelborg, Tivoli og Københavns Rådhus.